# Vesele, Starobilsk
Vesele (în ucraineană Веселе) este localitatea de reședință a comunei Vesele din raionul Starobilsk, regiunea Luhansk, Ucraina.

## Demografie
Componența lingvistică a localității Vesele
     Ucraineană (91,16%)
     Rusă (8,7%)
     Alte limbi (0,07%)
Conform recensământului din 2001, majoritatea populației localității Vesele era vorbitoare de ucraineană (91,16%), existând în minoritate și vorbitori de rusă (8,7%).